# María del Pilar Ayuso González
María del Pilar Ayuso González (Badajoz, 16 de junio de 1942) es una política española y diputada al Parlamento Europeo por el Partido Popular, parte del Partido Popular Europeo.

## Biografía
Nació en Badajoz en 1942, pero reside en Ciudad Real. En 1965 se graduó como ingeniera agrónoma. En 1970 se doctoró en Ingeniería Agrícola. Diplomada en estudios de la Comunidad Europea.

### Trayectoria profesional
Fue investigadora y directora de proyectos de investigación agraria del Instituto Nacional de Investigaciones Agrarias de Madrid. De 1996 a 1999 fue directora general de Política Alimentaria e Industrias Agroalimentarias del Ministerio de Agricultura.

### Trayectoria política
De 1981 a 1984 fue Secretaria de la Comisión Nacional de Estudios Agrarios del PP. De 1991 a 1996, diputada a las Cortes de Castilla-La Mancha por Ciudad Real. Ha sido miembro del Comité Ejecutivo Nacional del Partido Popular, del Comité Ejecutivo del PP de Castilla-La Mancha y de la Comisión Ejecutiva Provincial del PP de Ciudad Real.
Ingresó al Parlamento Europeo en las elecciones europeas de 1999. Formó parte de la Comisión de Medio Ambiente, Salud Pública y Seguridad Alimentaria. En este cargo, fue relatora de su grupo parlamentario sobre la Directiva sobre la calidad de los combustibles (FQD) en 2007. También fue suplente de la Comisión de Agricultura y Desarrollo Rural y de la Comisión de Industria, Investigación y Energía. En 2018 se incorporó al Comité Especial temporal sobre el procedimiento de autorización de plaguicidas de la Unión.
Además de sus funciones en comisiones, fue miembro de la Delegación para las Relaciones con Mercosur y del Intergrupo de Derechos del Niño del Parlamento Europeo.
Fue vicepresidenta de la Asociación de Mujeres por la Democracia y hasta 2019 fue representante española de la Unión Europea de Mujeres.Desde el 2020 es miembro del Consejo de la Organización de Consumidores y Usuarios (OCU).

#### Posiciones políticas
En septiembre de 2018, González votó en contra de que la Unión Europea activara el procedimiento del artículo 7 contra Hungría, debido a que el gobierno del país representa una “amenaza sistemática” a la democracia y el estado de derecho. 

## Premios y reconocimientos
- Orden Civil del Mérito Agrícola.[cita requerida]